# Digue'm pel teu nom
Digue'm pel teu nom (originalment en anglès, Call Me by Your Name) és una pel·lícula de drama romàntic franco-brasilero-estatunidenco-italiana escrita, produïda i dirigida per Luca Guadagnino, estrenada als Estats Units i a Anglaterra l'any 2017. Després d'haver enaltit el film en una crònica de 5 estrelles sobre 5, el diari anglès The Guardian ha classificat Digue'm pel teu nom «millor pel·lícula de l'any 2017». La versió doblada al català es va estrenar el 25 de juny de 2022 al canal La 2.
Digue'm pel teu nom és l'adaptació de la novel·la estatunidenca Call Me by Your Name d'André Aciman (2007). A començaments de 2017, el film ha estat presentat fora de competició «Premieres» i projectat al Festival de Sundance el gener de 2017. El novembre de 2017, assoleix el Gran Premi del festival de cinema LGBT de París Chéries-Chéris.
La cançó Love My Way del grup Psychedelic Furs ha estat utilitzada diverses vegades al film; això ha suscitat entusiasme als llocs de streaming als Estats Units en l'estrena del film.

## Argument
L'Elio és un jove italià de disset anys que sol passar les vacances al nord d'Itàlia amb els seu pare, que és americà, i la seva mare, que és francesa. L'estiu de l'any 1983 coneix l'Oliver, un jove de vint-i-quatre anys estudiant de doctorat que ha arribat per viure a casa seva pares al llarg de l'estiu amb la intenció de treballar com a ajudant de recerca i documentació del pare, que és historiador d'art i arqueòleg.
Al principi l'Elio mostra rebuig i reticència envers l'Oliver i dedica la major part del seu temps a transcriure música, interpretar-la al piano, llegir i flirtejar amb la seva amiga Marzia. Mentrestant, l'Oliver festeja amb una noia del poble.
Les seves personalitats contrasten; l'Elio és intimista i introspectiu i en canvi l'Oliver és despreocupat i obert. A poc a poc, els nois es fan amics i comencen a passar temps junts. Malgrat l'Elio segueix veient a la Marzia, li agrada molt l'Oliver, fins que arriba un dia en què li explica com es sent. Amb dolçor, l'Oliver li diu que ho deixi estar, però més tard l'Elio li fa un petó i ell li torna. Tot i així, la situació no va a més, i la relació comença a refredar-se.
Al cap d'uns dies, l'Elio li deixa una nota dient que el troba a faltar i els dos acaben reconciliant-se. L'Elio ara evita a la Marzia, que pregunta per ell i el busca de tant en tant. L'atracció entre els nois és mútua i cada vegada més forta, però l'estiu comença a acabar-se i la parella veu que el temps se'ls escapa a marxes forçades. Els pares de l'Elio, conscients del vincle entre els dos, proposen que facin un viatge junts abans que l'Oliver se'n torni als Estats Units. La Marzia i l'Elio es reconcilien i tornen a ser amics, i el pare del noi té una conversa sincera amb ell sobre l'amor que acaba deixant al descobert una confessió: ell també va viure una història semblant amb un amic seu quan era jove, però no va avançar. La parella enamorada marxa de viatge i l'adéu final a l'estació de tren és molt dura.
Uns mesos més tard, quan l'Elio celebra el Hanukkà amb els seus pares, rep una trucada de l'Oliver, que comunica a ell i als pares que es casarà. Després, un cop la trucada passa a ser només d'ells dos, l'Oliver li fa saber que se'n recorda de tot. La pel·lícula acaba amb una escena final de l'Elio davant de la llar de foc, després de penjar a l'Oliver, expressant amb intimisme un dolor profund.

## Repartiment
| Intèrpret              | Veu en català     | Personatge      |
| ---------------------- | ----------------- | --------------- |
| Timothée Chalamet      | David García Llop | Elio Perlman    |
| Armie Hammer           | Hernan Fernández  | Oliver          |
| Michael Stuhlbarg      | Pep Sais          | Sr. Perlman     |
| Amira Casar            | Eva Lluch         | Annella Perlman |
| Esther Garrel          | Coline Delhay     | Marzia          |
| Victoire du Bois       | Estel Tort        | Chiara          |
| Vanda Capriolo         | Silvia Ruggiero   | Mafalda         |
| Antonio Rimoldi        | Francesc Góngora  | Anchise         |
| Elena Bucci            | Roser Aldabó      | Bambi           |
| Marco Sgrosso          | Davide Scoglio    | Nico            |
| André Aciman           | Pep Ribas         | Mounir          |
| Peter Spears           | Roger Vidal       | Isaac           |
| Andrew Duncan Hinojosa | Cesc Martínez     | Alessio         |

## Premis
- 2017: Festival de Toronto: 2a finalista - millor pel·lícula 2017: Globus d'Or: 3 nominacions, incloent-hi la de millor pel·lícula dramàtica i actor (Chalamet)
- 2017: Premis BAFTA: 4 nominacions, incloent-hi millor pel·lícula i millor direcció
- 2017: National Board of Review (NBR): Top 10 pel·lícules de l'any, actor revelació (Chalamet)
- 2017: American Film Institute (AFI): Top 10 - millors pel·lícules de l'any
- 2017: Cercle de Crítics de Nova York: millor actor (Chalamet)

## Rebuda
- "Un sensacional idil·li protagonitzat per una de les parelles de l'any: Armie Hammer i Timothée Chalamet. (...) tots dos brillen de forma independent, però quan comparteixen escena la química és explosiva."[7]
- "Lucca Guadagnino teixeix una encantadora història sobre el primer amor"[8]
- "Guadagnino (...) troba exactament el to adequat per al material, que és moderat i ple d'afecte paternal."[9]
- La Berlinale es rendeix a l'amor d'estiu de Luca Guadagnino[10]